# Apollo Justice: Ace Attorney
Apollo Justice: Ace Attorney 逆転裁判4 (Gyakuten Saiban 4) és un videojoc per a la consola Nintendo DS, seqüela de Phoenix Wright: Trials and Tribulations. És el quart joc de la saga. La seua data de llançament oficial va ser el 19 de febrer de 2008 a Amèrica del Nord i el 9 de maig del mateix any a Europa.

## Novetats respecte als altres jocs de la sèrie
A més de gràfics millors, Apollo Justice: Ace Attorney conté algunes característiques afegides que solament alteren la jugabilitat, respecte als altres jocs de la saga Ace Attorney. Aquests afegits són:
Mode de recreació del crimPermet al jugador revelar pistes ocultes en recrear l'escena del crim. Es representa amb animacions tridimensionals que mostren de quina manera es va realitzar el crim. Aquesta manera va revelant la veritat una mica més quan el jugador va incorporant coneixements sobre el crim.
Sistema PercebreEl braçalet que Apollo porta en el seu braç esquerre li permet "conèixer" més a fons als testimonis per a aconseguir informació sobre ells. Es pot usar quan el testimoni mostra nerviosisme, com quan juga amb els dits o transpira. El moviment també ve amb una nova frase "Ja ho tinc!" (そこだ!, Soko da!).

## Rebuda
Apollo Justice: Ace Attorney va ser ben rebut per la crítica. 1UP.com va comentar que, "els jocs de Phoenix Wright són, amb diferència, els títols més ben escrits que trobareu a la DS, i Justice no és diferent". 1UP.com també va comentar que les característiques afegides realitzades especialment per a la DS eren "super atractives tot i que les accions reals no són tan difícils de fer." El 21 de novembre de 2013, RPGFan va nomenar com el 5è millor joc en la seva llista de jocs de Nintendo DS. La versió de Nintendo 3DS va ser el desè joc més valorat del 2017 per a la plataforma segons Metacritic.
IGN va coincidir en gran manera amb 1UP, però va comentar que "el primer títol d'Apollo Justice es juga idènticament a la trilogia Phoenix Wright". IGN Austràlia va destacar que les queixes sobre els jocs anteriors, com ara "trobar el camí correcte pel joc, s'assembla a un procés d'assaig i error" i que els jugadors podrien superar el joc "pressionant habitualment a totes les oportunitats disponibles i després utilitzant un mínim de lògica ", no es va arreglar a Apollo Justice. A més, "l'aproximació del joc a la resolució de problemes, més aviat obtusa i de llarg recorregut", va provocar que el IGN veiés els retards innecessaris del joc. IGN també va considerar que les noves funcions eren "una mica sobreestimades", però que "no redueixen l'experiència ni més ni menys". No obstant això, IGN Austràlia va considerar que el joc era "genial" en general. El joc va ser nominat a "Best Story" als premis de videojocs de IGN del 2008, encara que no va guanyar.
Aquestes opinions es van fer ressò de molts comentaris. GameSpot vaig sentir que la història, encara que forta, "es mou a ritme de cargol" i que "molts dels errors de la sèrie continuen presents." La "falta d'innovació i canvi" va ser el principal punt clau per a GamePro, que va pensar que Apollo Justice com "una sòlida destil·lació de la fórmula de la franquícia." El Nintendo World Report va considerar que el joc "es basa en la trilogia de Phoenix Wright" tot i que "la jugabilitat no es modifica." GameSpy va destacar que l'ús de les funcions tàctils de la DS", millora enormement l'experiència", tot i que la reconstrucció de l'escena del crim és massa breu."
Apollo Justice va vendre al voltant de 250.000 còpies durant la primera setmana minorista, i va tenir més de 500.000 exemplars enviats al final de la seva segona setmana al Japó. A finals del 2007, havia venut 515.417 unitats. El joc va tenir un bon rendiment comercial a l'Amèrica del Nord, que es va classificar com el cinquè joc de Nintendo DS més venut a la regió durant la seva setmana de llançament. La versió de Nintendo 3DS va ser el catorzè joc més venut al Japó durant la seva setmana de debut, amb 4.832 còpies.